# Norma Rae
Norma Rae – film obyczajowy z 1979 w reżyserii Martina Ritta.
Film opowiada historię kobiety z małego miasteczka na południu USA, która angażuje się w związki zawodowe w fabryce bawełny, gdzie pracuje.

## Obsada
- Sally Field jako Norma Rae Webster
- Beau Bridges jako Sonny
- Ron Leibman jako Reuben
- Pat Hingle jako Vernon
- Barbara Baxley jako Leona
- Gail Strickland jako Bonnie Mae
- Morgan Paull jako Wayne Billings
- Noble Willingham jako Leroy Mason

## Nagrody
Oscary za rok 1979
- Najlepsza piosenka - It Goes Like It Goes - muz. David Shire; sł. Norman Gimbel
- Najlepsza aktorka - Sally Field
- Najlepszy film - Tamara Asseyev, Alexandra Rose (nominacja)
- Najlepszy scenariusz adaptowany - Irving Ravetch, Harriet Frank Jr. (nominacja)

Złote Globy 1979
- Najlepsza aktorka dramatyczna - Sally Field
- Najlepszy dramat (nominacja)
- Najlepszy scenariusz - Irving Ravetch, Harriet Frank Jr. (nominacja)

MFF w Cannes 1979
- Nagroda dla najlepszej aktorki - Sally Field
- Techniczne Grand Prix - Martin Ritt
- Złota Palma dla najlepszego filmu (nominacja)